# Martin Jech
Martin Jech (* 8. února 1996 Chomutov) je český reprezentant ve sportovním lezení, vicemistr ČR v lezení na obtížnost a licencovaný stavěč cest ČHS z oddílu Horoklub Chomutov. V celkovém hodnocení Českého poháru získal v letech 2014-2016 bronzovou medaili a poté dvě stříbrné.
Po maturitě na státním gymnáziu v Chomutově začal studovat sinologii na filozofické fakultě univerzity Karlovy. Současně je zaměstnán jako stavěč cest v pražském lezeckém centru Smíchoff (2017).

## Výkony a ocenění
- 2015: licence stavěč cest ČHS[3]

## Závodní výsledky
| Mistrovství světa | Mistrovství světa | Mistrovství světa |
| Rok               | 2014              | 2016              |
| ----------------- | ----------------- | ----------------- |
| Obtížnost         | 57                | 71-72             |

| Akademické mistrovství světa | Akademické mistrovství světa |
| Rok                          | 2016                         |
| ---------------------------- | ---------------------------- |
| Obtížnost                    | 25                           |

| Světový pohár | Světový pohár        | Světový pohár           | Světový pohár      |
| Rok           | 2014                 | 2015                    | 2016               |
| ------------- | -------------------- | ----------------------- | ------------------ |
| Obtížnost     | 53-54                | 55-56                   | 0                  |
| jednotlivě*   | 53,-,20,-,49,61,75,- | 53,25,52,34,36,62-64,77 | -,-,63,44,65,53,67 |

* Pozn.: nalevo jsou poslední závody v roce
| Mistrovství Evropy | Mistrovství Evropy | Mistrovství Evropy |
| Rok                | 2013               | 2015               |
| ------------------ | ------------------ | ------------------ |
| Obtížnost          | 48                 | 54                 |

| Mistrovství ČR | Mistrovství ČR | Mistrovství ČR | Mistrovství ČR | Mistrovství ČR | Mistrovství ČR |
| Rok            | 2013           | 2014           | 2015           | 2016           | 2017           |
| -------------- | -------------- | -------------- | -------------- | -------------- | -------------- |
| Obtížnost      | 14             | 2              | 3              | 3              | 3*             |

* Pozn.: 2017 3. mezi českými závodníky, 4. celkově

| Český pohár         | Český pohár | Český pohár | Český pohár | Český pohár | Český pohár |
| Rok                 | 2013        | 2014        | 2015        | 2016        | 2017        |
| ------------------- | ----------- | ----------- | ----------- | ----------- | ----------- |
| Obtížnost           | 18          | 3           | 2           | 2           | 7           |
| jednotlivě* (1/2/8) | 14,-,-,13   | ,,5,9       | ,           | ,           | ,-,4,-      |

* Pozn.: nalevo jsou poslední závody v roce
| Mistrovství světa juniorů | Mistrovství světa juniorů | Mistrovství světa juniorů |
| Rok                       | 2013 kat. A               | 2015 junioři              |
| ------------------------- | ------------------------- | ------------------------- |
| Obtížnost                 | 27                        | 33                        |

| Mistrovství Evropy juniorů | Mistrovství Evropy juniorů | Mistrovství Evropy juniorů | Mistrovství Evropy juniorů |
| Rok                        | 2012 kat. A                | 2014 junioři               | 2015 junioři               |
| -------------------------- | -------------------------- | -------------------------- | -------------------------- |
| Obtížnost                  | 39                         | 18                         | 12                         |
| Rychlost                   | 21                         | —                          | —                          |

| Evropský pohár juniorů | Evropský pohár juniorů | Evropský pohár juniorů |
| Rok                    | 2014 junioři           | 2015 junioři           |
| ---------------------- | ---------------------- | ---------------------- |
| Obtížnost              | 22                     | 9                      |
| jednotlivě*            |                        |                        |

* Pozn.: nalevo jsou poslední závody v roce